# Ramadan El-Sayed
Ramadan El-Sayed – egipski piłkarz grający na pozycji pomocnika. W swojej karierze grał w reprezentacji Egiptu.

## Kariera klubowa
W swojej karierze piłkarskiej El-Sayed grał w klubie Factory 36 Club.

## Kariera reprezentacyjna
W 1980 roku El-Sayed został powołany do reprezentacji Egiptu na Puchar Narodów Afryki 1980. Na tym turnieju rozegrał dwa mecze: grupowy z Nigerią (0:1) oraz półfinałowy z Algierią (2:2, k. 2:4). Z Egiptem zajął 4. miejsce w tym turnieju.